# Víctor Noriega
Víctor Noriega (México, 10 de mayo de 1972) es un actor mexicano.

## Trayectoria
Víctor Noriega es un actor y cantante, que inició su trayectoria en el grupo Garibaldi; su aparición junto con Eduardo Santamarina, Aracely Arámbula, Natalia Esperón en la telenovela Rencor apasionado en 1998 marca su debut en las telenovelas mexicanas. En ese mismo año trabaja con Bibi Gaytán y Eduardo Capetillo en Camila.
En 1999 trabajó en Rosalinda junto con Thalía y Fernando Carrillo.
También realiza su primer antagónico en Mujeres engañadas, alternando con Andrés García y Laura León.
En 2000 hace su primer protagónico en la telenovela Por un beso, otra vez con Natalia Esperón.
En 2001 junto a Gabriela Spanic y Arturo Peniche en La intrusa.
En 2002 le da la oportunidad de alternar con César Évora y Susana González en la telenovela Entre el amor y el odio.
En 2003 coprotagoniza Bajo la misma piel, protagonizada por Kate del Castillo y Juan Soler.
En 2004, obtiene su primer protagónico para Venevisión en Miami, Angel rebelde, junto a Grettell Valdez y también hizo una participación especial en Corazones al límite.
En 2005 junto a Susana González, también en Miami, protagoniza en la telenovela El amor no tiene precio. Ese mismo año, regresa a México para participar en Peregrina al lado de Eduardo Capetillo.
En 2007, hace su segundo antagónico en la telenovela Palabra de mujer, con Yadhira Carrillo y Edith González. 
En 2009 hace una participación especial en Cuidado con el ángel, protagonizada por William Levy y Maite Perroni. Ese mismo año y 2010 trabajó en la telenovela Hasta que el dinero nos separe con Pedro Fernández e Itati Cantoral.
En 2011 se integró al elenco de Dos hogares, compartiendo roles con Anahí Puente. A mediados de 2012, Salvador Mejía lo convocó para Que bonito amor junto a Jorge Salinas y Danna García.
A finales de 2013 se integró a Por siempre mi amor al lado de Susana González y Guy Ecker. 
En 2014 hace su debut en teatro con Mame junto a Itati Cantoral y Lorena Velázquez, entre otros.

## Telenovelas
- Los 50 (2024) .... Concursante
- Las amazonas (2016) .... Julián Villarroel
- Por siempre mi amor (2013-2014) .... Fabricio de la Riva Oropeza
- Libre para amarte (2013) .... Peter Ornelas
- Qué bonito amor (2012-2013) .... Michael Johnson
- Dos hogares (2011) .... Darío Colmenares (antagonista)
- Hasta que el dinero nos separe (2009-2010) .... Marco Valenzuela Sáenz
- Cuidado con el ángel (2008-2009) .... Daniel Velarde
- Palabra de mujer (2007-2008) .... Emanuel San Román
- Peregrina (2005-2006) .... Eugenio
- El amor no tiene precio (2005) .... Sebastián Monte y Valle
- Ángel rebelde (2003-2004) .... Raúl Hernández
- Bajo la misma piel (2003) .... Gabriel Ornelas
- Niña amada mía (2003) .... Servando Uriarte
- La otra (2002) .... Amante de Bernarda
- Entre el amor y el odio (2002) .... Paulo Sacristán
- La intrusa (2001) .... Eduardo del Bosque Itúrbide
- Por un beso (2000-2001) .... Daniel Díaz de León
- Mujeres engañadas (1999-2000) .... Pablo Rentería
- Rosalinda (1999) .... Álex Dorantes
- Camila (1998) .... Dr. Robin Wicks
- Rencor apasionado (1998) .... Gilberto Monteverde

### Cine
- ¿Dónde quedó la bolita? (1993)

## Premios y nominaciones

### Premios TVyNovelas
| Año  | Categoría     | Telenovela        | Resultado |
| ---- | ------------- | ----------------- | --------- |
| 2000 | Mejor villano | Mujeres engañadas | Nominado  |